# Neothorelia
Neothorelia é um género botânico pertencente à família Capparaceae.